# Мукамбаев, Усуп Мукамбаевич
Усуп Мукамбаевич Мукамбаев (28 января 1941, Джол-Колот, Иссык-Кульская область — 23 июня 2007, Бишкек) — киргизский государственный деятель. Торага Законодательного собрания Жогорку Кенеша (1997—2000). Министр юстиции Кыргызстана (1992—1995). Заслуженный юрист Кыргызской Республики. Отработал более 20 лет в КГБ СССР.

## Биография
Родился 28 января 1941 года в селе Джол-Колот Ак-Суйского района Иссык-Кульской области. Киргиз по национальности.
Начал трудовую деятельность в 1958 году. Работал помощником чабана и слесарем. Отслужил срочную службу в рядах советской армии. В 1968 году окончил Киргизский государственный университет по специальности «юрист».
Более 20 лет служил в КГБ СССР. Окончил в 1969 году Высшие курсы КГБ СССР в Минске, после чего начал работать во втором отделе КГБ при Совете министров Киргизской ССР. Начав с должности оперуполномоченного, впоследствии служил старшим оперуполномоченным и начальником отделения. Занимал должности секретаря парткома КГБ при Совете министров Киргизской ССР (1976—1978), заместителя председателя КГБ Киргизской ССР (1978—1980), начальника управления КГБ Киргизской ССР по Таласской области (1980 −1983), начальника управления КГБ Киргизской ССР по Ошской области (до 1986 года). Завершил работу в КГБ 22 января 1991 года в должности первого заместителя председателя КГБ Киргизской ССР. Имеет звание полковника.
После обретения Кыргызстаном независимости, Мукамбаев стал первым в истории страны министром юстиции. В 1995 году был избран в Жогорку Кенеш (парламент Кыргызстана). Являлся председателем комитета конституционного законодательства (1995—1996) и председателем комиссии по помилованию при президенте Кыргызстана (1995—1996). С 15 ноября 1996 года по 14 апреля 2000 года — председатель (Торага) Законодательного собрания Жогорку Кенеша.
С 11 сентября 2001 года по 7 марта 2005 года являлся полномочным представителем президента Кыргызстана в Законодательном собрании (верхней палате) Жогорку Кенеша. 7 марта 2005 года был назначен полномочным представителем президента Кыргызстана по связям с судами аксакалов.
Имел чин государственного советника юстиции 2-го класса.
Скончался 23 июня 2007 года в Бишкеке.

## Награды и звания
- Орден Красной Звезды[1]
- Заслуженный юрист Кыргызской Республики (17 мая 1993)[4]
- Медаль «Данк» (10 ноября 1999)[4]

## Личная жизнь
Супруга — Мукамбаева Галина Алексеевна (род. 1945) — Заслуженный юрист Кыргызской Республики.
Воспитывал двух дочерей.